# Tadjoura
Tadjoura er en by i det centrale Djibouti, med et indbyggertal på cirka 14.820 (2009). Byen er hovedstad i en region af samme navn, og ligger på landets kyst til det Røde Hav.